# Harro Bode
Harro Bode (Bad Sobernheim, 20 februari 1951) is een Duits zeiler.
Bode werd samen met Frank Hübner de eerste olympisch kampioen in de 470 tijdens de
Olympische Zomerspelen 1976.

## Palmares

### Olympische Zomerspelen
| Jaar | Plaats   | Resultaten |
| ---- | -------- | ---------- |
| 1976 | Hamilton | 470klasse  |

1976: Harro Bode / Frank Hübner ·
1980: Marcos Soares / Eduardo Penido ·
1984: Luis Doreste / Roberto Molina ·
1988: Thierry Peponnet / Luc Pillot ·
1992: Jordi Calafat / Kiko Sánchez ·
1996: Yevhen Braslavets / Ihor Matviyenko ·
2000: Tom King / Mark Turnbull ·
2004: Kevin Burnham / Paul Foerster ·
2008: Malcolm Page / Nathan Wilmot ·
2012: Mathew Belcher / Malcolm Page ·
2016: Šime Fantela / Igor Marenić ·
2020: Mathew Belcher / William Ryan
- Gemeinsame Normdatei: 11087014X
- International Standard Name Identifier: 0000 0001 1652 9177
- Library of Congress Control Number: n85298235
- Nationale Bibliotheek van Israël: 987007358056605171
- Nationale Bibliotheek van Polen: a0000001262391
- Virtual International Authority File: 59694933
- WorldCat: E39PBJgcXjYpPvtBJByCywB3wC